# Ici Gard Lozère
Ici Gard Lozère, anciennement France Bleu Gard Lozère, est l'une des stations de radio généraliste du réseau Ici de Radio France. Elle dessert les départements du Gard et de la Lozère et peut également être reçue dans une partie de la Haute-Loire, une partie des départements de l'Ardèche et des Bouches-du-Rhône.

## Histoire
Radio-Nîmes alors station privée, est inaugurée le 31 décembre 1927 par le maire de la ville Hubert Rouger. Elle obtient l'autorisation gouvernementale d'émettre en toute légalité le 7 juillet 1928.
Connaissant d'importantes difficultés financières vers la fin des années 1920 et au début des années 1930, cette dernière fermera son antenne l'été 1931, et ce pendant 1 an.
Comme toutes les autres radios régionales, Radio-Nîmes sera une radio collaborative jusqu'à la son incorporation à la Radiodiffusion nationale, et ce dès la libération.
Dès 1948, la radio dépendra de Montpellier-Languedoc jusque dans les années 1970 où FR3 Radio-Nîmes est créé.
Elle sera renommée Radio-France Nîmes en 1983.
Le 4 septembre 2000, comme toutes les radios régionales de Radio France, la station est réunie dans le tout nouveau réseau France Bleu.

## Diffusion
Par le jeu des différents émetteurs, cette station (via la FM) peut être entendue à Nîmes, Alès, Bagnols-sur-Cèze, Beaucaire, La Grand-Combe, Le Vigan, Lozère Truc de Fortunio, Mende, La Canourgue, Langogne, Le Bleymard, Ispagnac.

## Organisation

### Direction
- 2002-2008 : Emmanuel Delattre
- 2008-2013 : Antoine Maestracci
- 2013-2016 : Fabienne Bureau
- 2016-2021 : Nicolas Varenne[4]
- depuis 2021 : Marie-Audrey Lavaud

### Rédaction en chef
- 2014-2019 : Laurent Gauriat
- depuis 2019 : Tony Selliez[5]